# Dara Shikoh

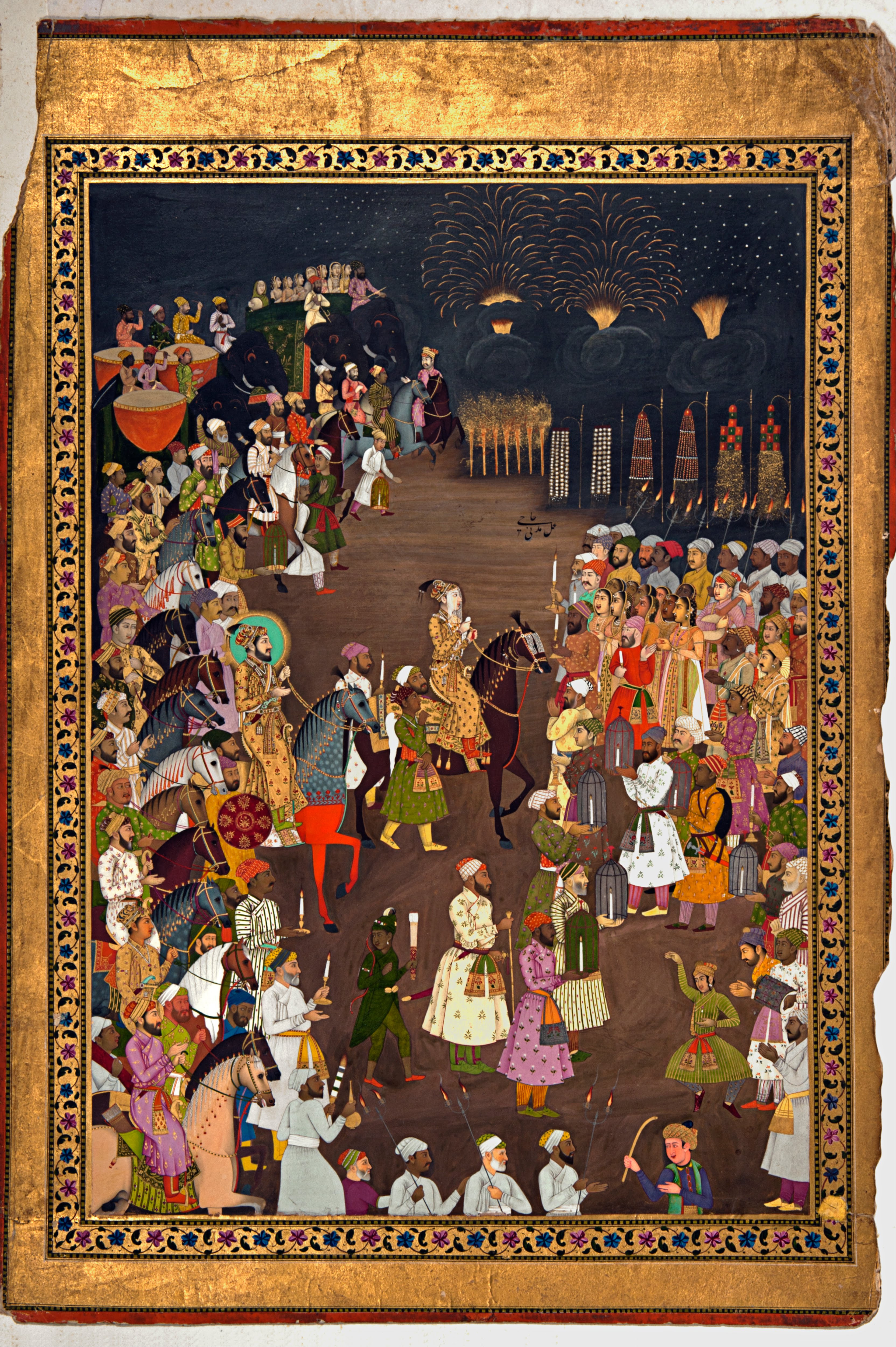
Orszak ślubny Dara Shikoha, miniatura mogolska, XVIII w.

Dara Shikoh, pełne imię: Padszahzada-i-Buzurg Martaba, Dźalal ul-Kadir, Sultan Muhammad Dara Shikoh (ur. 20 marca 1615 koło Adźmeru, zm. 30 sierpnia 1659 w Delhi) – indyjski książę z dynastii Wielkich Mogołów. Najstarszy syn cesarza Indii Szahdżahana i jego najukochańszej żony Malika-i-Dźahan Mumtaz-i Mahal. Jego imię w języku perskim oznacza Dariusz Wspaniały. Od początku był faworytem do objęcia Pawiego Tronu. Popierany był zarówno przez wpływową siostrę Dżahanarę Banu Begam, jak i przez ojca. W 1633 roku cesarz mianował go mansabem (tytuł wojskowy) imperium. Od tej pory książę Dara nieustannie awansował. W 1645 roku został mianowany przez cesarza Szahdżahana subadarem Allahabadu. Od 3 lipca 1648 do 16 sierpnia 1652 był subadarem Gudźaratu, od 16 sierpnia 1652 subadarem Multanu i Kabulu, od 30 grudnia 1657 do 17 maja 1658 subadarem Biharu. Szahdźahan przewidywał go jako swojego następcę. 15 lutego 1655 roku nadał mu tytuł Szah-i-Buland Iqbal (Władca Najwyższego Szczęścia), czyniąc go formalnym współregentem państwa. Dara Shikoh został pokonany w wojnie sukcesyjnej przez swojego młodszego brata Aurangzeba, który przejął władzę po ojcu.

## Poglądy
Dara Szikoh pragnął pojąć ostateczny sens życia, szukając odpowiedzi w filozofii i religiach jakie go otaczały. Od dziecka przebywał z dostojnikami muzułmańskimi, hinduskimi i wolnomyślicielami, którzy dogmaty religijne uważali za „kulę u nogi” dla duszy prawdziwie poszukującej Boga. Głosili oni wolność słowa i tolerancję. Takie otoczenie Dara zawdzięczał spuściźnie po swoim pradziadku Akbarze Wielkim. W ówczesnych Indiach hinduscy fakirzy nawoływali do wzajemnego zrozumienia wyznawców wszystkich religii i podejmowali próby jednoczenia tradycyjnie sobie wrogich społeczności. Muzułmańscy święci cieszyli się w tych czasach sympatią całej ludności niezależnie od wyznania. 	
Dara szczególnie upodobał sobie sufizm. Jego rozwój w Indiach nakładał się na odwieczny mistycyzm obecny w hinduizmie, jak również w chrześcijaństwie. Jako mistyk Dara dążył do wewnętrznego objawienia, przekraczającego możliwości rozumu. W tych czasach wszystkie religie obecne w Indiach zaczęły się niespodziewanie do siebie przybliżać. Zanikały różnice i zaczęto zwracać uwagę na podobieństwa. Z czasem wstąpił do bractwa Kadarija głoszącego, że wszyscy ludzie powinni iść do nieba, a piekło powinno być zamknięte. Jego przewodnikami duchowymi byli sufi Mulla-szach, którego książę otaczał nabożną czcią, a później fakir Sarmad. Ludzie ci utwierdzili go w dotychczasowych przekonaniach i Dara otwarcie zaczął nawoływać do odrzucenia dogmatyzmu religijnego, uznając istnienie najwyższych wartości niedostępnych ludzkim umysłom. W mieście gdzie chociaż jeden mułła zamieszka nie znajdziesz ani jednego mądrego człowieka mówił. Uważał też, że ciemny ograniczony dogmatami kler skazał na śmierć wielu proroków i świętych, uznając ich za heretyków. W 56. rozdziale Koranu zawarte są słowa: Zaprawdę istnieje taka księga, która jest ukryta. I nikt nie może jej dotknąć z wyjątkiem oczyszczonych. Objawił ją Pan wszechświata. Dara uznał, że chodzi tu o świętą księgę hindusów, co było ważnym pomostem łączącym islam i hinduizm. Efektem dziesięciu lat studiów nad hinduizmem była książka Zmieszanie się dwóch Oceanów, która godziła nauki hinduizmu i islamu.
Przykładem jego niezwykłej religijności może być opis powierzonej mu przez ojca misji zdobycia twierdzy Kandahar. Do tego celu oprócz zwykłych żołnierzy powołał on grupę rozmodlonych mułłów, czarnoksiężników, dowódców dżinów oraz twórców latających dywanów. Uznał również pod wpływem osobistego widzenia, że wystarczy przebywać pod Kandaharem 7 dni, żeby twierdza została zdobyta. Bez powodzenia.
Jego poglądy stały w całkowitej sprzeczności z poglądami jego największego wroga i rywala, brata Aurangzeba. Aurengzeb był muzułmaninem – purytaninem i dogmatykiem. Z odrazą patrzył na liberalne nastawienie swojego brata Dary.

## Wojna sukcesyjna i śmierć
W 1657 roku poważna choroba Szahdżahana stała się impulsem do walki między czterema braćmi: Darą, Aurangzebem, Muradem i Szudżą. Dara przebywał wówczas w Agrze, stolicy imperium, z chorym ojcem. Pozostali bracia piastowali swoje stanowiska w odległych prowincjach Indii. Zawarli oni trójprzymierze przeciwko Darze. 5 listopada 1657 roku Szadżahan wyzdrowiał. Było już jednak za późno; zarówno Murad jak i Szudża zdążyli już ogłosić się cesarzami, zanim dotarły do nich informacje o powrocie ojca do zdrowia.
14 lutego 1658 najstarszy syn Dary – Sulejman Shikoh pokonał Szudżę w bitwie pod Bahadurpur. 29 maja 1658 Dara został pokonany przez Aurengzeba 13 km od Agry w bitwie pod Samugarh. Aurangzeb zdobył stolicę i 8 czerwca 1658 uwięził cesarza Szahdżahana. 
Pobity Dara wycofał się do Delhi, następnie przez Bhakkar, Tatte, Badin i Bhudż i Dżamnagar udał się do prowincji Gudżarat, gdzie gubernator tej prowincji Shah Nawaz Khan pomógł mu zrekrutować nową armię. 12-14 marca 1659 doszło do drugiej bitwy pomiędzy braćmi, którą Dara również przegrał, co zmusiło go do ucieczki do Dadhar. Został tam przyjęty przez Malika Dżawana, który wstawiennictwu Dary u Szahdżahana zawdzięczał życie.
9 czerwca 1659 roku został zdradzony przez gospodarza i pojmany. Z poduszczenia Aurangzeba i jego siostry Rauszanary Banu Begam oraz ulemów został oskarżony o wystąpienie przeciwko porządkowi publicznemu i odstępstwo od islamu. Następnie przetransportowano go do Delhi, gdzie zgodnie ze zwyczajem odbyła się parada wojskowa z udziałem słoni. Aurangzeb, chcąc upokorzyć brata, nakazał obwozić go po mieście na brudnym słoniu, ubranego w poszarpane ubranie i skutego kajdanami. Miał być to pokaz siły Aurangzeba. Sympatia ludu była jednak po stronie Dary i następnego dnia, 29 sierpnia, doszło do rozruchów. To tylko przypieczętowało los Dary. 30 sierpnia 1659 roku Aurangzeb polecił ściąć Darę. W celi księcia doszło do bójki między nim a wysłanymi przez Aurangzeba siepaczami. Jednego z nich Dara zabił sztyletem. Pozostali rzucili się nań i ugodzili go w szyję kindżałami. Zmarłemu księciu odcięli głowę i przynieśli Aurangzebowi jako dowód wykonania wyroku. Głowa Dary Sikoha została pogrzebana w trumnie Mumtaz-i Mahal w mauzoleum Tadź Mahal.